# Savós gyulladás
A savós  (más néven szerózus) gyulladás bő, hígan folyó váladékkal jár, mely kevés sejtet és fibrint tartalmaz. A gyulladásos folyamat kezdetén észlelhető, amikor még az érpermeabilitás kisfokú és csak a kisebb méretű fehérjék tudnak a sejtközötti állományba jutni.
Leggyakrabban nyálkahártyán alakul ki szerózus gyulladás, mint például felső légúti hurut, nátha esetén, melyek később bakteriális felülfertőzés miatt gennyes vagy fibrines gyulladásba mehetnek át.
Nevéből adódóan az ilyen jellegű gyulladás savós hártyákon keletkezik leginkább, mellhártyán, szívburokban, hashártyán. Azonban ezek veszélyes állapotok, mivel hátrányosan befolyásolják a tüdő, illetve a szív működését.
Hasonló gyulladással jár a másodfokú égési sérülés bőrön, melynek legfőbb szövődménye a folyadékveszteség és a bakteriális felülfertőzés; illetve egyes vírus eredetű kórképek (varicella, herpes).

## Lásd még
- Patológia
- Nekrózis
- Immunológia
- Gyulladás